# Mikołaj Rej

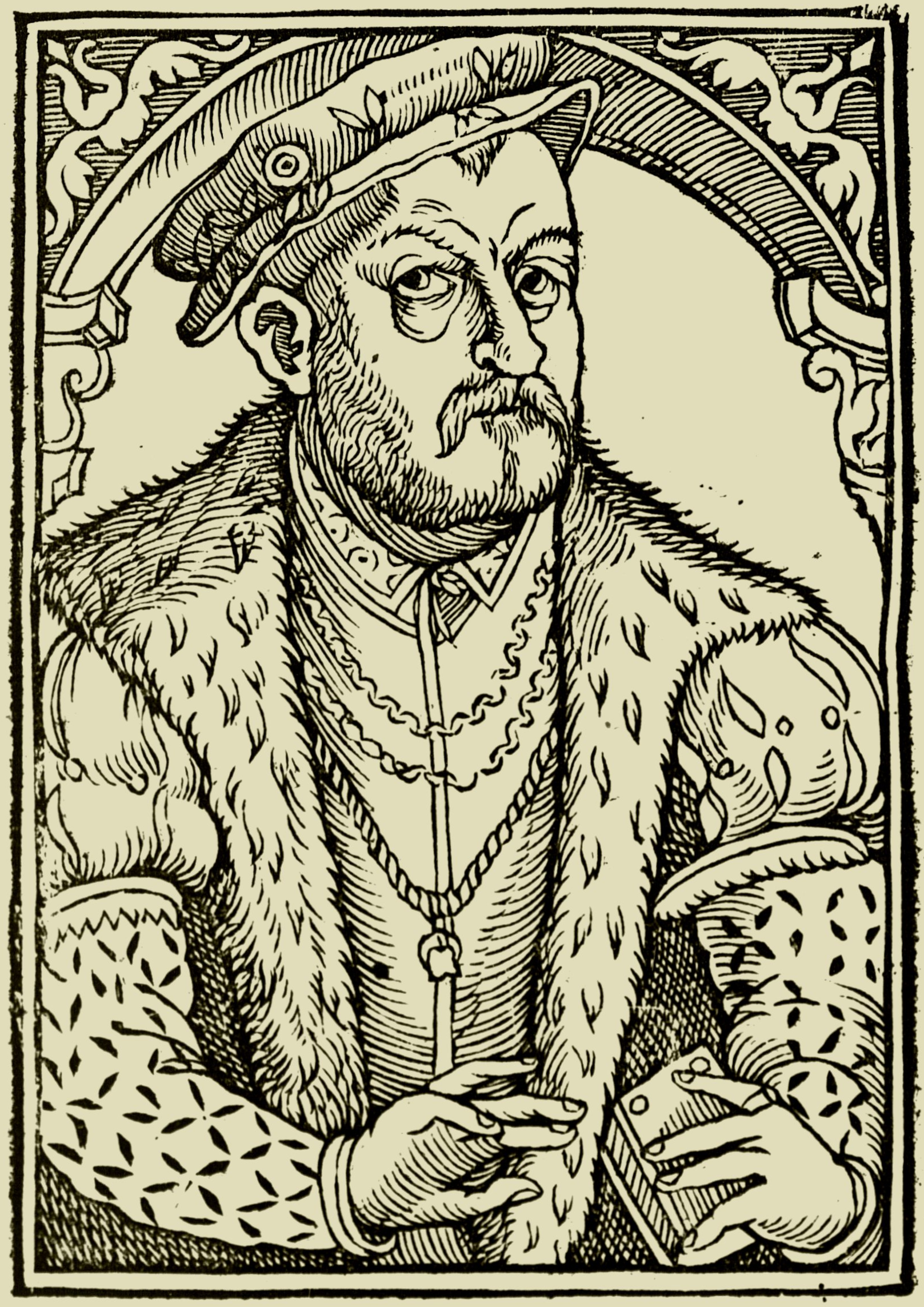
Dichter und Poet Mikołaj Rej

Mikołaj Rej (auch Mikołaj Rey; * 4. Februar 1505 in Żurawno bei Halicz; † zwischen 8. September und 5. Oktober 1569) war ein bedeutender polnischer Dichter, Poet und Politiker der Renaissance des 16. Jahrhunderts.

## Leben
Rej war ein Sohn von Stanisław Rej und Barbara, geb. Herburt. Sein Vater war Analphabet und er selbst verbrachte seine Kindheit mit Fischen und Jagen. Seine Bildung war mehr als lückenhaft, bevor seine Eltern ihn auf einen Herrenhof brachten, wo ihm gutes Benehmen beigebracht werden sollte. Dort fand er allmählich Freude am Lesen und lernte sogar Latein. Er brachte es aber darin nicht so weit, Latein auch schreiben zu können, weswegen er stets auf das Polnische angewiesen war und dies der einfache Grund dafür ist, weshalb er als "Vater der polnischen Literatur" bekannt ist. Im Laufe seines Lebens häufte er ein ansehnliches Vermögen an und hinterließ ein riesiges literarisches Werk.
Darüber hinaus gründete er die Ortschaft Rejowiec (heute Rejowiec Fabryczny) in der Nähe von Chełm, sowie die Stadt Oksa. Obwohl er anfänglich in seinem Leben Kirchenfeind war, zeigt er sich gegenüber der aufkommenden Reformation aufgeschlossen und wurde selbst 1541 oder 1548 Calvinist. Rej ist der erste polnische Dichter, der für seine Dichtung eine nennenswerte materielle Entlohnung erhielt. König Sigismund I. stiftete ihm ein Dorf.
Rej teilt seine Suche nach dem rechten Leben mit vielen Schriftstellern der Renaissance. „Wissen kommt mit Erfahrung“, meinte er. Reisen tut gut, die Hauptsache aber ist ein gutes Weib, und das Leben auf dem Lande ist dem Treiben am Hof vorzuziehen. Rej lobt ein genießerisches Leben (mit Maß), häusliches Wohlbehagen, die Schönheiten der Natur und die Freuden der Jagd und des guten Essens. Christlich frommes Leben verlange keine Askese, sondern könne über den goldenen Mittelweg der Beherrschung von Ehrgeiz und überschäumender Leidenschaften erreicht werden. Öffentlichen Ämtern soll man aus dem Wege gehen, denn wer kann z. B. ein Steuereintreiber sein und ein guter Mensch bleiben? Solche Ämter enden immer in Vetternwirtschaft, denn wie kann man sich zudringliche Verwandte vom Leibe halten? Einzig dem Ruf zum Kriegsdienst und in den Reichstag solle man Folge leisten und sich den Aufgaben des Staates mit dem Ernst eines Priesters widmen, der das Sakrament spendet."
Sein Stil war nicht sehr diszipliniert und ausdifferenziert, jedoch hatte er ein großes Talent für realistische und humoristische Beschreibungen.

## Werke
- Zwierciadło (Der Spiegel) (1567/1568)
- Psałterz Dawidów – tłumaczenie prozą (Davids Psalter)(1546)
- Żywot Józefa (Das Leben Josephs jüdischen Geschlechts) (1545)
- Kupiec (Der Kaufmann) (1549)
- Rzecz pospolita albo Sejm pospolity
- Postilla (ein großes Prosawerk, seine Darlegung des wahren, d. h. protestantischen Glaubens. Ein Lob des schlichten Gottvertrauens) (1557)
- Wizurek własny żywota człowieka poczciwego (Das getreue Bild des Lebens eines rechtschaffenen Menschen – ein belehrendes Stück um die Frage: Was man tun solle, um weise, tugendhaft und glücklich zu leben?! Der Protagonist findet sein Glück in der Ehe und einem beschaulichen Leben auf dem Land.) (1588)
- Zwierzyniec (1562)
- Krótka rozprawa między trzema osobami: Panem, Wójtem i Plebanem (Kurze Auseinandersetzung zwischen einem Edelmann, Schulzen und Pfarrer) (1543)